# Duško Marković
Duško Marković (crnogorska ćirilica: Душко Марковић; 6. srpnja 1958.) je crnogorski političar i bivši premijer Crne Gore, u periodu od 2016. do 2020. godine, i član Demokratske partije socijalista, oporbene stranke u Crnoj Gori.

## Vanjske poveznice
|  | Zajednički poslužitelj ima još gradiva o temi Duško Marković |